# Нерсес Палианенц
Нерсе́с Палиане́нц (арм. Ներսես Պալիանենց), также Нерсе́с Палие́нц (арм. Ներսես Պալիենց), — армянский историк XIV века, церковный деятель Армянской Апостольской, позже Армянской католической церкви. Многими исследователями считается виновником раскола между Армянской и Римской церквями (после воссоединения 1198 года)

## Биография

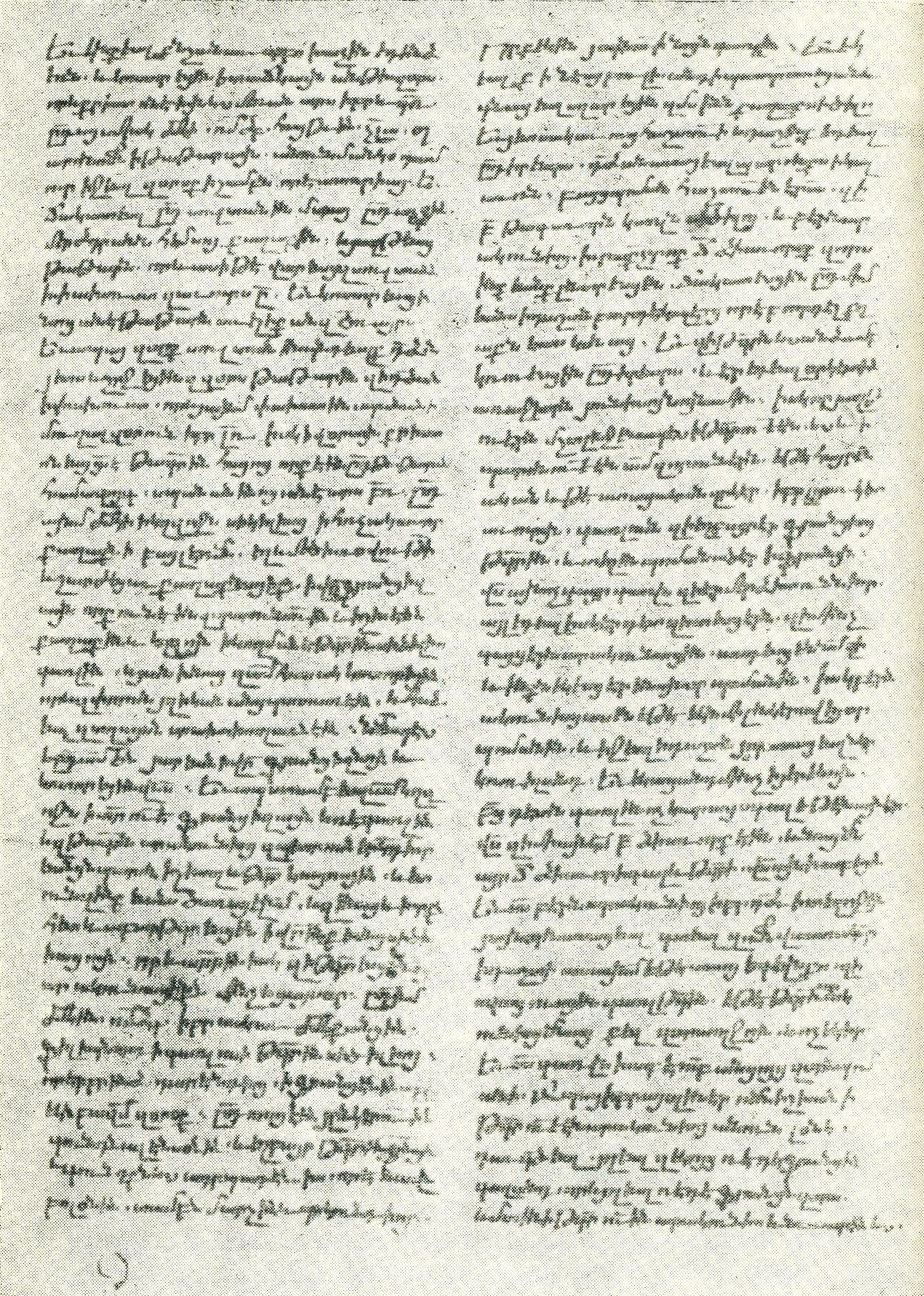
Страница из «Хронологии» Нерсеса Палианенца (Матенадаран, рук. № 2037)

Родился в Киликии, в городе Сис. После церковного обучения принимает сан священника. Уже к 1330 году был епископом Урмии. В 1336 году покидает апостольскую церковь и примыкает к армянским католикам. Возвращается в Киликию и начинает исповедовать католичество. В 1338 году был изгнан из страны в связи со своей пропагандистской деятельностью. В 1338 году  назначается Римским Папой Бенедиктом XII архиепископом Маназкерта. В 1341 году  пишет для Бенедикта XII список из 117-и «заблуждений» Армянской церкви. В нём Нерсес, в частности, сильно критикует сочинение «Корень веры» Вардана Айгекци, называя его «особо опасной книгой». В 1348—1351 годах в Авиньоне Нерсес переводит на армянский язык «Хронологию» Мартина Опавского, часто дополняя отрывками касательно Армении. В конце перевода Нерсес добавляет также свою собственную «Хронологию» — летопись армянских царей и католикосов. Труды Нерсеса представляют большое значение для изучения истории армяно-монгольских отношений и Мамлюкского султаната. Все сочинения и переводы дошли до нас в оригинале и хранятся в Ереване (Матенадаран) и Венеции (Санта-Ладзаро).